# Síndrome de Jerusalém

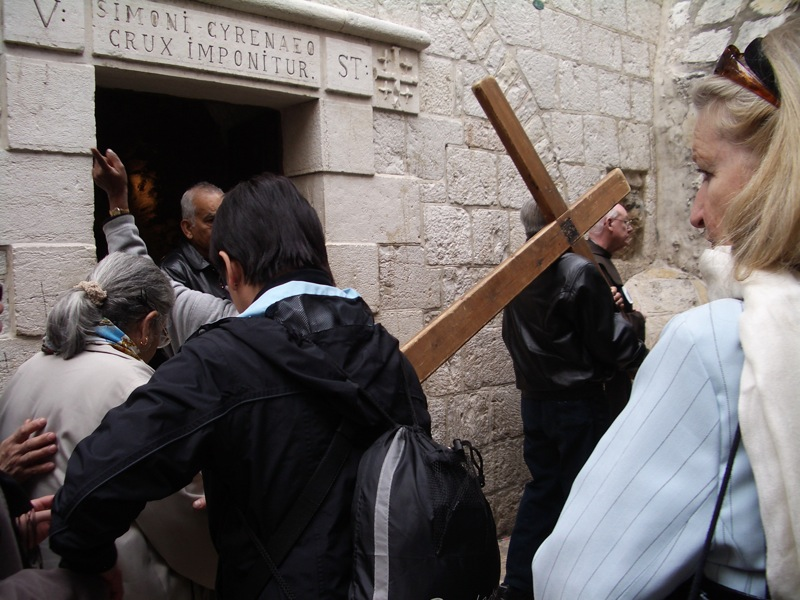
Um peregrino carrega uma cruz pelas ruas de Jerusalém.

Síndrome de Jerusalém é um grupo de fenômenos mentais envolvendo a presença de ideias obsessivas de temática religiosa, delírios ou outras experiências de cunho psicótico que são desencadeadas por, ou que levam a uma visita à cidade de Jerusalém. Não é endêmica de uma única religião, mas afeta judeus e cristãos de variadas formações socioculturais.
A mais conhecida, embora não seja a mais predominante forma de manifestação da síndrome de Jerusalém, é o fenômeno através do qual uma pessoa que anteriormente parecia equilibrada e desprovida de quaisquer sinais de psicopatologia, torna-se psicótica após chegar a Jerusalém. A psicose é caracterizada por um intenso cariz religioso, sendo curado depois de algumas semanas ou após o paciente ser removido da área.
O enfoque religioso da síndrome de Jerusalém o diferencia de outros fenômenos tais como a síndrome de Stendhal, associada à Florença, Itália ou a síndrome de Paris que parece envolver apenas indivíduos de origem japonesa.
O Dr. Yair Bar El et al. afirmou que há uma síndrome específica que emerge em turistas sem histórico psiquiátrico anterior. Todavia, isto tem sido contradito, especialmente pelo Dr. Moshe Kalian e Prof. Eliezer Witztum. Eles enfatizaram que praticamente todos os turistas que demonstraram os comportamentos descritos já eram mentalmente perturbados antes de sua chegada a Jerusalém. Além disso, da pequena proporção da qual se alegava ter exibido psicose espontânea após a chegada, não há evidência apresentada de que eles estariam bem anteriormente.

## História
A síndrome foi descrita clinicamente pela primeira vez na década de 1930 por Heinz Herman, psiquiatra em Jerusalém, e diz respeito ao comportamento exibido por alguns visitantes de Jerusalém. Se estes comportamentos surgem ou não especificamente do ato de visitar Jerusalém é motivo de discussão, visto que comportamentos similares têm sido observados em outros locais de importância religiosa e histórica, tais como Meca e Roma (ver síndrome de Stendhal). É sabido que casos da síndrome já haviam sido observados durante a Idade Média, visto ter sido descrita no itinerário de Felix Fabri e na biografia de Margery Kempe. Outros casos foram descritos na vasta literatura dos visitantes de Jerusalém durante o século XIX.
Um caso, frequentemente mencionado com respeito à síndrome, ocorreu em 1969, quando um turista australiano, Michael Rohan, invadido por um sentimento de missão divina, pôs fogo à Mesquita de al-Aqsa. Seu gesto provocou uma revolta popular, e o incidente tornou-se a premissa para um filme intitulado The Jerusalem Syndrome.
Bar-El et al. sugeriram que com a chegada do ano 2000, grandes quantidades de visitantes normais poderiam ser afetados pela combinação de sua presença em Jerusalém e o significado religioso do milênio, acarretando um incremento monumental nas entradas em hospitais motivadas pela síndrome de Jerusalém. Todavia, apesar de um ligeiro aumento nas hospitalizações de turistas provocada pelo aumento no número de visitantes de Jerusalém durante o ano 2000, a temida epidemia da síndrome de Jerusalém jamais se materializou.

## Tipos
A síndrome de Jerusalém "clássica", onde uma visita à cidade parece desencadear uma psicose religiosa intensa, que se resolve rapidamente ou quando da partida, tem sido tema de discussão na literatura médica. A maior parte da discussão está centrada em se esta definição da síndrome de Jerusalém é uma forma distinta de psicose ou simplesmente uma outra forma de manifestação de uma enfermidade psicótica preexistente que não foi percebida pelas autoridades médicas de Israel.
Em resposta a isto, Bar-El et al. classificou a síndrome em três tipos principais, para refletir os diferentes tipos de interação entre uma visita à Jerusalém e processos de raciocínio insólitos ou semelhantes a psicoses. Todavia, Kalian e Witztum objetaram, afirmando que Bar-El et al. não apresentaram evidência para justificar a tipologia e o prognóstico detalhados descritos, e que, na verdade, os tipos parecem não ter qualquer relação entre si, em vez de ser aspectos diferentes de uma mesma síndrome.

### Tipo I
Síndrome de Jerusalém infligida por uma enfermidade psicótica prévia: refere-se aos indivíduos que já haviam sido diagnosticados como tendo uma doença psicótica antes de visitarem Jerusalém. Tipicamente, foram para a cidade por conta da influência de ideias religiosas delirantes, frequentemente com um objetivo ou missão em mente a qual acreditam precisa ser completada na chegada ou durante a estadia na cidade. Por exemplo, uma pessoa afetada pode acreditar que é uma importante figura religiosa histórica, ou pode ser influenciado por ideias ou conceitos religiosos importantes (tais como a vinda do Messias entre os judeus ou a segunda vinda de Cristo entre os cristãos).

### Tipo II
Síndrome de Jerusalém superposta e complicada por ideias idiossincráticas: não toma necessariamente a forma de doença mental, e pode simplesmente ser uma obsessão cultural anômala com a importância de Jerusalém, seja como indivíduo ou como parte de um pequeno grupo religioso com crenças espirituais idiossincráticas.

### Tipo III
Síndrome de Jerusalém como uma forma discreta, não composta por doença mental preexistente: descreve o tipo mais bem conhecido, onde uma pessoa anteriormente mentalmente equilibrada torna-se psicótica depois de chegar em Jerusalém. A psicose é caracterizada por um caráter intensamente religioso e é tipicamente curada por completo após umas poucas semanas ou logo que o indivíduo é removido da localidade. Compartilha algumas características com a categoria de diagnóstico de um breve episódio psicótico, embora um padrão distinto de comportamento seja notado:
1. Ansiedade, agitação, nervosismo e tensão, mais outras reações não-especificadas.
2. Declaração do desejo de separar-se do grupo ou da família e viajar sozinho para Jerusalém. Guias turísticos conscientes da síndrome de Jerusalém e da importância de tais declarações podem, neste ponto, encaminhar o turista para uma instituição hospitalar para avaliação psiquiátrica, numa tentativa de se antecipar aos estágios subsequentes da síndrome. Se negligenciados, estes estágios são geralmente inevitáveis.
3. Necessidade de estar limpo e puro: obsessão por tomar banhos e duchas; compulsão por aparar as unhas das mãos e pés.
4. Preparação, frequentemente empregando roupa de cama do hotel, de uma longa vestimenta que chega aos tornozelos, no estilo de uma toga, invariavelmente branca.
5. Necessidade de gritar salmos ou versículos da Bíblia, ou cantar hinos religiosos em altos brados. Manifestações deste tipo servem como um alerta para o pessoal de hotelaria e guias turísticos, que então sempre tentam levar o turista para tratamento profissional. Caso isso não dê certo, os dois últimos estágios se desenvolverão.
6. Uma procissão ou marcha para um dos lugares sagrados de Jerusalém.
7. Proferir um "sermão" num lugar sagrado. O sermão é geralmente muito confuso e baseado no argumento de que a humanidade adote um modo de vida mais íntegro, moral e simples.

Bar-El et al. relataram a ocorrência de 42 de tais casos num período de 13 anos, mas em nenhuma das ocorrências foram capazes de confirmar se a condição foi apenas temporária.

## Prevalência
Durante um período de 13 anos (1980-1993) no qual entradas no Kfar Shaul Mental Health Centre em Jerusalém foram analisadas, foi informado que 1.200 turistas com problemas mentais sérios relacionados à Jerusalém haviam sido consultados na instituição. Destes, 470 foram internados no hospital. Na média, 100 destes turistas foram detectados anualmente, 40 dos quais precisaram de internação hospitalar. Cerca de 2 milhões de turistas visitam Jerusalém a cada ano. Kalian e Witztum observam que como proporção da quantidade total de turistas que visitam a cidade, o número não é significativamente diferente do de qualquer outra cidade.